# San Marzano di San Giuseppe
San Marzano di San Giuseppe község (comune) Olaszország Puglia régiójában, Taranto megyében.

## Fekvése
A Salento északi részén Tarantótól keletre fekszik.

## Története
Első írásos említése a 13. századból származik, amikor még néhány tanya alkotta. A régészeti kutatások azonban bebizonyították, hogy a vidéket már a neolitikumban lakták. A 16. században albán menekültek érkeztek és telepedtek le itt. Hagyományaikat és nyelvüket a mai napig megőrizték, a településen él a legnagyobb számú apuliai arberes közösség.

## Népessége
A népesség számának alakulása:

## Főbb látnivalói
- Santuario rupestre "Madonna delle Grazie" - a 12-13. században épült barlangtemplom a város központjától 3 km-re.
- San Carlo Borromeo-templom - a 16. század második felében épült.